# 코레일 패스
코레일 패스는 대한민국의 국영 철도 운영사인 한국철도공사(코레일)에서 운영하는 철도 패스이다.해당 패스는 외국인 방문객에게만 제공된다.

## 같이 보기
- 대한민국의 철도
- 재팬 레일 패스
- 유레일